# Evald Mikson
Evald Mikson (isländskt namn Eðvald Hinriksson), född 12 juli 1911 i Tartu, Estland, död 27 december 1993 i Reykjavik, var fotbollsmålvakt i det estniska landslaget under 1934 – 1938.
Mikson anklagades av Efraim Zuroff på Wiesenthalcentret för att ha begått allvarliga krigsförbrytelser mot judar under andra världskriget, då han arbetade som biträdande polischef i Tallinn/Harjumaa. I september 1944 flydde han till Sverige. Han förpassades 1946 från Sverige via Norge till Venezuela som krigsförbrytare, efter att bland annat ha förhörts i Stockholms rådhusrätt. Den båt som skulle ha tagit honom till Venezuela strandade emellertid på Island, och Mikson stannade där. På Island blev han en populär och engagerad idrottsledare, och han har kallats "isländsk basketbolls fader". 1993 beslöt den isländska regeringen att en mordutredning mot Mikson skulle inledas, men Mikson dog innan han hann ställas inför rätta.
Mikson är far till Jóhannes Eðvaldsson, som spelade i Celtic FC på 1970-talet, och till Atli Eðvaldsson, tidigare i Borussia Dortmund och tidigare spelare och tränare för Islands fotbollslandslag.